# 孫禮
孫禮（？—250年），字德達，涿郡容城人，三國時曹魏將領。

## 生平

### 早期生涯
孫禮年輕時，曾於鄉間遭逢動亂，與母親失散，當時賴鄉人马台救護其母，母子方得重逢，孫禮便將所有家財盡數贈予馬台以示感恩。其後曹操攻平幽州，徵聘孫禮為司空軍謀掾。後來馬台因受事件牽連而即將面對死刑，當時已擁職權的孫禮為報舊恩，私自讓马台越獄逃亡，自己則不願潛逃，徑自前往主簿溫恢之處自首。溫恢探知始末後，非常欣賞孫禮有恩必報的行徑，於是把事情告知曹操，最後孫禮與馬台都獲免死罪。
不久孫禮升任河間郡丞，再遷任滎陽都尉。當時魯國地界有數百個山賊，憑恃險要，為禍百姓，於是朝廷命孫禮為魯國相。孫禮到任後，立刻犒賞軍吏，下令得賊人首級者可獲賞，另一方面又向賊人施以懷柔政策，招降納附，不多時就令當地治安回復泰平。此後，孫禮歷任山陽、平原、平昌、琅琊各地太守之職，又隨大司馬曹休引軍攻打東吳（石亭之戰）。其時大軍至夾石一帶，孫禮向曹休進諫表示不可深入重地，可是曹休不聽諫言堅持進軍，果致敗跡。後來孫禮再遷任陽平太守，最後回歸中央擔任尚書。

### 耿直剛武
曹叡在位期間，大興土木建設宮室，導致天下不寧。當時孫禮力諫不已，終於免除部分相關役務。誰知曹叡卻另外下令差遣人民負役，並由李惠進行監工，繼續興建宮殿。於是孫禮親自前往工場，未經上奏便訛稱矯詔，下令讓民工停役。曹叡知道事情後，認為孫禮的所為是出於善意，於是也不怪罪。後來曹叡在大石山狩獵，一頭老虎突然出現並趨近帝駕，孫禮見狀便扔掉馬鞭，翻身下馬，正要拔劍與虎相搏；曹叡恐怕孫禮會有閃失，便立即下令孫禮重新上馬。到了曹叡將死之時，曹爽擔任大將軍，受曹叡遺詔，拜孫禮為大將軍長史加散騎常侍，並引以為心腹。可是孫禮為人耿直不阿，令曹爽感到很不如意，於是遣孫禮調任外職，任揚州刺史，晉為伏波將軍，賜爵關內侯。
其後東吳大將全琮引兵來犯，揚州一帶守兵不多，孫禮親自帶領衛兵與敵軍戰於芍陂，從早上戰至黃昏，隊伍死傷過半。戰事中，孫禮所乘馬匹受到重創，但仍能手執戰鼓，於前線奮勇作戰，不避矢石刀刃，終於擊退敵兵。戰後朝廷對孫禮的奮勇表現稱賞不已，於是下詔慰勞，賜予絹布七百匹。孫禮為陣亡殉國者設祀，大哭致祭，哀痛之情由衷而發，把所獲絹布悉數贈予死者家人，自己則分毫不取。

### 得罪曹爽
其後孫禮任職少府，再出任荊州刺史，繼而遷任冀州牧。當時身為太傅的司馬懿向孫禮說：「現在清河、平原二郡為疆界之事爭執八年，其間經歷過兩代刺史，均不能解決這場爭執。當年虞國、芮國亦曾為田界之事起過紛爭，全賴周文王親自處理才得以調停。你如今面對這個問題，亦應好好將其解決。」孫禮便說：「從法律上而言，郡界能以當地的墓地範圍為憑，以決定兩郡之郡域；另一方面，當地宿民遺老的經驗及意見，亦可作為參考之用。不過那些遺老之言是難以證實的，我們又不能以刑罰迫令他們說出實情；而墓地之談亦不可作證，因為這些墓地可能因為各種原因而曾受遷徙。如今這種情況，即使是皋陶再生也不能予以解決。如果想平息所有紛爭，就應該以烈祖初封平原時候的地圖為憑作決定。又何必求諸遠古的故典，令雙方爭執的依據更顯混亂？當年周成王戲言以桐葉之地賜予叔虞，周公便真的以此為憑封叔虞於桐葉。如今地圖就在國內，根本可以遙距頒發命令以判明地界，何必總要待人親自到州處理？」司馬懿聽罷亦深表認同。
孫禮到達平原後，按照地圖所示處理郡界，將二郡所爭之地劃分予平原郡。可是曹爽卻偏向信任清河郡一方之言，於是向孫禮表示：「這幅地圖已陳舊不可用，應該參照更新的地圖，以求知當中的異同。」孫禮聽到曹爽的意見後，直接上疏朝廷說：「管仲身為霸王的重臣，本身又不能容物，然而他尚能在奪去伯氏的城邑後讓對方不生怨言。我既然受任為州牧，現在奉國家的地圖明確驗證地界，證明某地確應屬於平原郡域。一直繼續連番的訴訟，實在是浪費朝政財力之舉。我曾聽聞眾口鑠金，可以令是非顛倒，就如放置於水上的木石，都能被誤傳為石頭可浮，而木頭反沉；三人成虎，慈母投杼，亦是同理。如今二郡爭界八年，問題之所以能一朝解決，全賴有地圖為憑證。事情本已解決，然而對方卻不肯妥協，這證明了我實在是過於軟弱，不能充當此任，我亦無顏繼續擔任州牧之職了。」上疏奏罷後，孫禮整理衣著，乘上車輿，等待朝廷下令罷免其職。曹爽看到孫禮的奏章後，認為孫禮以退為進，攻擊自己，因而大怒不已，於是劾奏孫禮怨謗重臣之罪，結果判孫禮岁刑五年，一直閑置家中。其時很多人為孫禮進言求情，於是朝廷又任孫禮為城門校尉。

### 憂國慮民
當時，匈奴王劉靖勢力漸強，鮮卑族又屢犯邊境，於是朝廷又遣孫禮為并州刺史，加振武將軍，持節，並封為護匈奴中郎將。孫禮受命後，往見司馬懿，面露忿色，不發一言。司馬懿見狀便問：「你成為了并州刺史，是否有所不滿？抑或尚為分地界一事而感到憤怒？如今即將遠別了，為何你如此不快呢？」孫禮便說：「明公你怎會說出這樣的話呢！我雖然不算是一個有德行的人，但又怎會在意這些官位之事與及陳年舊怨呢？我本來以為明公你能仿傚伊尹、呂望的行跡，好好匡輔魏室，既報答明帝（指曹叡）的托付，又可建立自己的萬世功勳。如今社稷甚不穩定，天下仍甚紛亂，這才是我現在感到不快的真正原因呀！」說罷涕泣橫流。司馬懿聽過孫禮的剖白後，便表示：「不要哭了，暫且忍受一下目前的情況吧。」
嘉平元年（249年）高平陵事變發生後，曹爽被司馬懿誅滅，孫禮才得以重新擔任中央官員，入為司隸校尉。孫禮在其統理過的七個郡與五個州裡，均能建立威信，有顯著的治績。其後於同年十二月庚子日（250年2月6日）遷任司空，封大利亭侯，獲邑一百戶。次年（250年）十一月逝世，諡為景侯。

## 孫
孫元，繼襲其爵。

## 評價
- 崔琰：「孫疏亮亢烈，剛簡能斷；盧（毓）清警明理，百鍊不消。皆公才也。」（《三國志·魏志十二》）
- 陳壽：「孫禮剛斷伉厲；王觀清勁貞白。咸克致公輔。」（《三國志·魏志二十四》）
- 郝经：「孙礼蹇蹇抗直不挠，王观劲挺清亮，并有王臣之风。亦坠懿术中，与之共事，其智不足称也。」「诸公蔼蔼，继处端揆。靖共正直，肃清皇轨。」（《郝氏续后汉书》）
- 王夫之：「青龙、景初之际，祸胎已伏，盖岌岌焉，无有虑此为叡言者，岂魏之无直臣哉？叡之营土木、多内宠、求神仙、察细务、滥刑赏也，旧臣则有陈群、辛毗、蒋济，大僚则有高堂隆、高柔、杨阜、杜恕、陈矫、卫觊、王肃、孙礼、卫臻，小臣则有董寻、张茂，极言无讳，不避丧亡之谤诅，至于叩棺待死以求伸；叡虽包容勿罪，而诸臣之触威以抒忠也，果有身首不恤之忱。」（《读通鉴论·卷十·三国》）

## 藝術形象

### 三國演義
在小說《三國演義》中，孫禮登場於第九十五回，受命與辛毗共同領兵，協助曹真與蜀軍抗衡。此後，孫禮一直作為魏軍抗蜀前線的重要將領，持續地與諸葛亮的軍隊作戰。他與郭淮經常共同受任，可是其表現卻十分平凡，曾多次受制於諸葛亮的計謀。
在第九十八回中，孫禮曾向曹真獻計，要以硫磺茅草之物詐作軍糧，引誘蜀軍來劫，再以火計攻之。諸葛亮收到消息後，問起孫禮的身世，魏國的降卒便介紹孫禮：「此人曾隨魏主出獵於大石山，忽驚起一猛虎，直奔御前，孫禮下馬拔劍斬之。從此封為上將軍。」又補充指孫禮「乃曹真心腹人也」。可惜孫禮之計很快便被擅長火攻的諸葛亮看破，結果敗走收場。
在第九十九回中，孫禮與郭淮討論諸葛亮與司馬懿之間的優劣，當時孫禮坦然表示「孔明（諸葛亮字）勝仲達（司馬懿字）多矣」。而在第一百零一回中，孫禮曾以大將身份引二十萬雍州、涼州軍隊，會合郭淮奔襲劍閣，一度令蜀兵惶恐不已。第一百零二回，魏蜀二軍於北原渭水交戰，蜀兵渡水暗襲魏營，孫禮奉命詐敗棄營，成功引蜀軍深入，結果蜀軍為魏軍伏兵所破。

### 影视
- 中國中央電視台電視劇《三國演義》（1994年）：杨军
- 中國電視劇《三国》（2010年）：李亚天
- 電視劇《軍師聯盟》（2017年）：言杰

## 備註
1. ↑  烈祖指曹叡，其廟號為烈祖，並曾於222年受封為平原王

## 延伸阅读
[在维基数据编辑]
 《三國志/卷24》，出自陳壽《三國志》